# مذبحة اللد
مذبحة اللد هي مذبحة قام بارتكابها وحدة كوماندوز صهيونية بقيادة «موشيه ديان» في 5 رمضان 1367 هـ الموافق 11 يوليو 1948م في مدينة الّلد بفلسطين، حيث اقتحمت المدينة وقت المساء تحت وابلِِ من القذائف المدفعية. وكانت «عملية داني» -الاسم الرمزي الموحي بالبراءة- للهجوم على مدينتي اللد والرملة الواقعتين في منتصف الطريق بين يافا والقدس. تُرِك رجال المدينة يواجهون الآلية العسكرية الصهيونية ببنادقهم القديمة، وبعد القتال ونفاد الذخيرة، اضطروا للاستسلام، فقامت القوات الصهيونية أبادتهم جميعاً.

## المذبحة
في 10 يوليو عيَّن بن جوريون «إيغال آلون» قائدًا للهجوم على مدينتي اللد والرملة، و«يتسحاق رابين» نائبًا له، وأمر «ألون» بقصف المدينة من الجو، وكانت أول مدينة تهاجم على هذا النحو، وتبع القصف هجوم مباشر على وسط المدينة، تسبّب بمغادرة من كان من متطوعي جيش الإنقاذ المرابطين بالقرب من المدينة، والتي تلقت الأوامر بالانسحاب من قائدها البريطاني غلوب باشا بالانسحاب. وفي إثر تخلِّي المتطوعين وجنود الفيلق العربي عن سكان اللد، احتمى رجال المدينة المتسلحين ببعض البنادق العتيقة بمسجد (دهمش) وسط المدينة، وبعد ساعات قليلة من القتال نفذت ذخيرتهم واضطروا للاستسلام، لكن القوات الصهيونية المهاجمة أبادتهم داخل المسجد المذكور.
تُعَد عملية اللد أشهر مذبحة قامت بها قوات البلماح. وقد تمت العملية، المعروفة بحملة داني، لإخماد ثورة عربية قامت في تموز عام 1948 ضد الاحتلال الإسرائيلي. فقد صدرت تعليمات بإطلاق الرصاص على أي شخص يُشاهَد في الشارع، وفتح جنود البالماخ نيران مدافعهم الثقيلة على جميع المشاة، وأخمدوا بوحشية هذا العصيان خلال ساعات قليلة، وأخذوا يتنقلون من منزل إلى آخر، يطلقون النار على أي هدف متحرك. لقي 250 عربياً مصرعهم نتيجة ذلك (وفقاً لتقرير قائد اللواء). وذكر كينيث بيلبي، مراسل جريدة الهيرالد تريبيون، الذي دخل اللد يوم 12 يوليه، أن موشي دايان قاد طابوراً من سيارات الجيب في المدينة كان يُقل عدداً من الجنود المسلحين بالبنادق والرشاشات من طراز ستين والمدافع الرشاشة التي تتوهج نيرانها. وسار طابور العربات الجيب في الشوارع الرئيسية، يطلق النيران على كل شيء يتحرك، ولقد تناثرت جثث العرب، رجالاً ونساء، بل جثث الأطفال في الشوارع في أعقاب هذا الهجوم. وعندما تم الاستيلاء على رملة أُلقى القبض، في اليوم التالي، على جميع من بلغوا سن التجنيد من العرب، وأُودعوا في معتقلات خاصة. ومرة أخرى تجوَّلت العربات في المدينتين، وأخذت تعلن، من خلال مكبرات الصوت، التحذيرات المعتادة. وفي يوم 13 تموز أصدرت مكبرات الصوت أوامر نهائية، حدَّدت فيها أسماء جسور معيَّنة طريقاً للخروج.

## التفاصيل

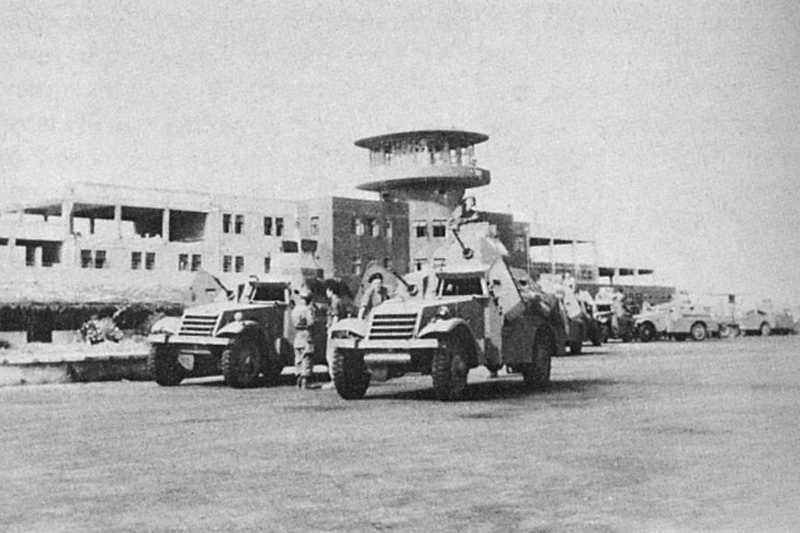
الجيش الاسرائيلي يحتل مطار اللد

بدأ الهجوم الصهيوني على اللد والرملة يوم 9/ 7/ 1948م، وسعى الصهاينة إلى عزل المدينتين عن أي مساعدة تأتي من الشرق، فتقدم إلى شرقي اللد والرملة لواءان؛ أحدهما من الجنوب، حيث دخل قرية (عنّابة) في الساعة الواحدة صباح 10 يوليو، ثم قرية (جمزو). وثانيهما من اتجاه تل أبيب في الشمال الغربي، وقد احتل هذا اللواء فلهيلما - مطار اللد، وباحتلاله عزلت سرية الجيش الأردني في (الرملة والعباسية (اليهودية)). وهكذا اكتمل تطويق المدينتين وعزلهما، ولم يستطع المناضلون في القرى المذكورة ومطار اللد الصمود أمام الهجمات من قبل الدبابات والمدفعية المنسقة. تعرضت المدينتان أثناء ذلك لقصف جوي ثقيل وجّه إلى مركز شرطة الرملة خاصةً، وقصف مدفعي شمل الأحياء الآهلة بالسكان.
استمر ضغط الصهاينة على امتداد واجهة القتال، وركزوا هجومهم على مدينة اللد أولاً، فشنوا عند الظهر هجومًا قويًّا عليها من الناحية الشرقية عند قرية (دانيال)، ولكن مجاهدي المدينة استطاعوا أن يصدوا الهجوم بعد معركة دامت ساعة ونصف، خسر الصهاينة فيها 60 قتيلاً، وعاد المجاهدون وقد نَفِد عتادهم. ثم شن الصهاينة هجومًا آخر بقوات أكبر تدعمها المدرعات، وتمكنوا في الساعة 16 تقريبًا من دخول اللد واحتلالها، وهم يطلقون النار على الأهالي دون تمييز.
بعد ذلك اخترقت فصيلة تابعة للجيش الأردني مدينة اللد التي كانت قد استسلمت للكتيبة الثالثة التابعة للواء (يفتاح) في البالماح. وفي أعقاب الاختراق ارتفعت معنويات سكان المدينة، ومن أجل إخمادهم ومنعهم من التحرك، أصدرت الأوامر للإرهابيين الصهاينة بإطلاق النار الكثيفة على جميع من وجد في الشوارع، وخلال بضع ساعات -وبموجب تقدير قائد اللواء في المعركة- قُتل 250 فلسطينيًّا، فكانت أبشع «مجزرة» وأسرعها وقتًا، غير أن الإعلام العربي لم يركز عليها. وفي تقريره الذي قدمه (مولاي كوهين) عن المجازر التي وقعت في مدينة «اللد»، اعترف فيه عن وجود فظائع كئيبة، ودوَّن ذلك في كتاب البلماح صفحة 885 فقال ما يلي:
«لا شك في أن قضية اللد والرملة وهرب السكان والتمرد اللذيْن جاء في أعقابها، قد وصلت فيها وحشية الحرب إلى ذروتها».

## ما بعد المذبحة
ونشرت صحيفة يديعوت أحرنوت الصهيونية يوم 2/ 5/ 1972م التفاصيل التي أوردها العقيد احتياط (موشيه كالمان) عن مجزرة اللد فكتب (قال كالمان: بدأ احتلال اللد بمهاجمة أطراف المدينة بلواء (يفتاح) واللواء الثامن بعد ليلة من المعارك في مؤخرة اللد. اقتحمنا المدينة في ساعات بعد الظهر بالتنسيق مع طابور موشيه ديان، وسيطرنا على مركز المدينة قبيل المساء، ورفعت المدينة الأعلام البيضاء، وقد تدفق السكان إلى المسجد الكبير والكنيسة المجاورة له، وأعلنا بعد حلول الظلام منع التجول في المدينة، وأقيم مقر قيادة الكتيبة في منزل القسيس قبالة بوابة المسجد، وطلبنا من السكان تسليم أسلحتهم، واكتشفنا في الصباح أنه لم يتم وضع أية قطعة سلاح من جديد، وأعدنا توزيع المدافع. وعند الظهر تقدمت نحو المدينة -التي كان عدد سكانها عشرين ألفًا- مدرعات الفيلق الأردني التي كانت مخبأة في منطقة محطة سكة الحديد، واقتحمت المدرعات الأردنية إيذانًا بالعمل، فبدأ بإطلاق النار وأصبح وضعنا حرجًا، ولم يستطع اللواء التقدم لنجدتنا، ولأنه لم يكن هناك خيار، صدرت الأوامر لرجالنا بإطلاق النار على أي هدف، وسقط خلال المعركة ضحايا كثيرة، واستطعنا خلال بضع ساعات السيطرة مجددًا على المدينة، ووصل الضحايا من المدينة إلى 250 قتيلاً، وجرح 24 فقط. ومن عدد الضحايا نجد أن القتلة كان قصدهم القتل وليس الإرهاب فقط؛ فقد بلغ عددهم 426 شهيدًا منهم 176 قتيلاً في مسجد دهمش في المدينة، وفي رواية أخرى بلغوا 335 شهيدًا، 80 منهم في مسجد دهمش.